# Clinodiplosis americana
Clinodiplosis americana är en tvåvingeart som först beskrevs av Ephraim Porter Felt 1911.  Clinodiplosis americana ingår i släktet Clinodiplosis och familjen gallmyggor.
Artens utbredningsområde är Panama. Inga underarter finns listade i Catalogue of Life.